# Rhipidia brevipetalia
Rhipidia brevipetalia är en tvåvingeart som först beskrevs av Alexander 1950.  Rhipidia brevipetalia ingår i släktet Rhipidia och familjen småharkrankar.
Artens utbredningsområde är Venezuela. Inga underarter finns listade i Catalogue of Life.